# Uniejów-Parcela
Uniejów-Parcela – wieś w Polsce położona w województwie małopolskim, w powiecie miechowskim, w gminie Charsznica.
| SIMC    | Nazwa       | Rodzaj    |
| ------- | ----------- | --------- |
| 0233939 | Podkościele | część wsi |

W latach 1975–1998 miejscowość administracyjnie należała do województwa kieleckiego.

## Zabytki
Obiekt wpisany do rejestru zabytków nieruchomych województwa małopolskiego.
- Kościół parafialny pw. św. Wita, otoczenie, drzewostan.
Kościół wzniesiony przed 1470 rokiem przez bożogrobców. Znajduje się tu Pietà oraz obraz Ukrzyżowanie z XV wieku.